# 梅园新村街道
梅园新村街道是中国江苏省南京市玄武区下辖的一个街道办事处。

## 概况
位于玄武区的南部，东以龙蟠中路为界毗邻后宰门街道，南面以中山东路为界毗邻秦淮区五老村街道；西面以太平北路为界毗邻新街口街道；北面以玄武湖为界毗邻玄武门街道。面积2.5平方公里，常住人口4.3万。2006年，梅园新村街道下辖8个社区居委会：九华山社区、公教一村社区、东南大学社区、兰园社区、花红园社区、大影壁社区、梅园新村社区、大行宫社区。
截至2015年，梅园新村街道下辖以下地区：
梅园新村社区、大行宫社区、大影壁社区、东南大学社区、兰园社区、太平门社区、明故宫社区、北安门社区和富贵山社区。

## 主要建筑
南京市政府、玄武区政府均位于梅园新村街道辖区内。
梅园新村街道辖区内拥有著名的珠江路电子一条街和长江路文化旅游一条街，后者包括中国近代史遗址博物馆（原孙中山临时大总统府）、梅园新村纪念馆、南京1912休闲街区、毗卢寺，每年吸引数百万游客。而辖区北部邻近玄武湖一带，也拥有鸡鸣寺、九华山等名胜。

## 教育
梅园新村街道辖区内，名校颇为集中，包括东南大学、南京外国语学校和北京东路小学。

## 历史
2012年，后宰门街道并入梅园新村街道，后宰门街道辖区内的道路包括中山东路、珠江路、后宰门街、太平门街、黄埔路、北安门街、龙蟠中路等。
南京军区、南京军区总医院、海军指挥学院等军事机关，以及南京博物院、中国第二历史档案馆、省委招待所均设在后宰门街道辖区内。